# Metalimnophila greyana
Metalimnophila greyana är en tvåvingeart som beskrevs av Alexander 1926. Metalimnophila greyana ingår i släktet Metalimnophila och familjen småharkrankar. Inga underarter finns listade i Catalogue of Life.